# Den DNA
Den DNA (původně anglicky National DNA Day, tj. „Národní den DNA“, někdy též nazývaný Mezinárodní den DNA či Světový den DNA) je svátek popularizující genetiku a připomínající dějiny objevu a výzkumu DNA, připadající na 25. dubna. Tohoto dne v roce 1953 zveřejnili biologové James Watson, Francis Crick, Maurice Wilkins, Rosalind Franklin a kol. v časopise Nature trojici článků popisující strukturu makromolekuly DNA, která je nositelkou genetické informace většiny organismů. O padesát let později bylo v tentýž den roku 2003 oznámeno praktické dokončení Projektu lidského genomu, na kterém mezinárodní vědecký tým pracoval od roku 1990.
Poprvé se Den DNA slavil právě ve zmíněném roce 2003 ve Spojených státech na základě vyhlášení tamním senátem a sněmovnou reprezentantů. Původně byl zamýšlen jako jednorázová oslava, ale Národní ústav pro výzkum lidského genomu pokračoval v pořádání akcí k tomuto výročí i v následujících letech. Několik zájmových skupin už od té doby 25. duben prohlásilo nad rámec původní americké události za „Mezinárodní den DNA“ či „Světový den DNA“. Společnosti nabízejí testy DNA pro genealogické účely a vydavatelé publikací z oblasti genetické genealogie nabízejí v období okolo Dne DNA své produkty se slevou ve snaze vyvolat zájem veřejnosti o tento koníček a o své služby.